# Rio Piaí
Rio Piaí är ett vattendrag i Brasilien.   Det ligger i delstaten Rio Grande do Sul, i den södra delen av landet, 1 500 km söder om huvudstaden Brasília.
I omgivningarna runt Rio Piaí växer i huvudsak städsegrön lövskog. Runt Rio Piaí är det ganska glesbefolkat, med 32 invånare per kvadratkilometer.